# 생생 라디오
《김아라의 생생 라디오》는 KNN 파워FM(부산 99.9㎒, 기장/양산/정관 96.3㎒, 창원 102.5㎒, 진주 105.5㎒, 거창 106.7㎒)에서 방송 중인 부산 경남 지역 라디오 교양 프로그램으로 KNN 러브FM과 동시에 방송·편성된다.

## DJ
- 김아라

## 코너

### 매일 코너
- 생생한 아침 사진! 오늘의 '생사'를 확인합니다!
- 아침엔 수다수다, 오늘 머하노?
- 사연있는 아침
- 굿모닝? 덕철!

### 요일 코너
- 월요일 : 월요병 타파! 점심값을 드립니다.
- 화요일 : 생활밀착 퀴즈쇼 월척을 낚아라!
- 수요일 : 스토리 퀴즈 얘기할게~ 맞춰봐~
- 목요일 : 요리는 홍기지!
- 금요일 : 장원일의 불금 IN 가요
- 토요일 : 박지영 작가의 어디가지영
- 일요일 : 아라와 눈맞은 신곡